# 石川静 (ヴァイオリニスト)
石川 静（いしかわ しずか、1954年10月2日 - ）は、東京都出身のヴァイオリニストである。

## 経歴

### 中学時代まで
新しき村出身の石川清明（財団法人新しき村理事長）の長女として生まれた。4歳からヴァイオリンを始め、鈴木鎮一に師事し、その後鷲見三郎に師事する。小学校4年生の1964年、第18回全日本学生音楽コンクール東京大会小学生の部で第3位を受賞し、小学校6年生の1966年、同コンクール東京大会、全国大会で第1位を受賞した。14歳の時、プラハの国際ラジオ・コンクールで優勝した。

### プラハ留学
中学校を卒業した1970年、東京芸術大学の客員教授であったマリエ・ホロニョヴァの勧めでチェコスロバキアに留学し、プラハ音楽芸術アカデミーで学んだ。1972年，第6回ヴィエニアフスキ国際ヴァイオリン・コンクールで第2位を受賞。
1974年に同アカデミーを卒業。1976年、エリザベート王妃国際音楽コンクールで第5位を受賞し，チェコスロバキア音楽祭でチェコ・フィルハーモニー管弦楽団のソリストとして日本デビュー。1977年、芸術選奨新人賞受賞。1979年，第1回フリッツ・クライスラー国際コンクールで第3位。

## 近況
プラハに在住、ヨーロッパ、日本で演奏活動を行っている。エリザベト音楽大学客員教授。

## レコーディング
- チャイコフスキー：ヴァイオリン協奏曲（1978年、ズデニェク・コシュラー指揮チェコ・フィルハーモニー管弦楽団）
- ミスリヴェチェク：ヴァイオリン協奏曲（1987年、スプラフォン）
- ドヴォルザーク：4つのロマンティックな小品（2002年10月、ピアノ：クヴィータ・ビリンスカ）
- ブルッフ、メンデルスゾーン：ヴァイオリン協奏曲集（2002年12月、飯森範親指揮ヴュルテンベルク・フィルハーモニー管弦楽団）
- ラフマニノフ：ピアノ三重奏曲第1番・第2番（2003年10月、クーベリック・トリオ）
- プラハ直送・極上のデュオ（2005年4月、ピアノ：ヨセフ・ハーラ）